# Friedrich Kress von Kressenstein
Friedrich Freiherr Kress von Kressenstein (24. april 1870 – 16. oktober 1948) var en tysk general. Han var med i en gruppe tyske officerer, som hjalp med at lede den osmanniske hær under 1. verdenskrig. Kress von Kressenstein var med i Otto Liman von Sanders militærmission i Tyrkiet, som ankom til Tyrkiet kort inden udbruddet af 1. verdenskrig.
Von Kressenstein stammede fra en patricierfamilie i Nürnberg. Hans far, Georg Kress von Kressenstein (1840–1911), var højesteretsdommer. Von Kressenstein trådte ind i den bayerske hær som fændrik i artilleriet i 1888.
"Kress" er i øvrigt en del af familienavnet, ikke et fornavn så "Kress von Kressenstein" er således hele efternavnet.

## 1. verdenskrig

### Palæstina
Von Kressenstein sluttede sig til Djemal Pashas armé i Palæstina som ingeniørofficer og senere stabschef. Djemal Pasha fik af den tyrkiske leder Enver Pasha til opgave at erobre eller ødelægge Suez-kanalen. Denne operation kaldes den Første Suez-offensiv og den blev gennemført i januar 1915. Kress von Kressenstein havde ansvar for at bygge særlige både til krydsning af kanalen (pontoner) foruden at organisere fremrykningen over Sinaiørkenen. Ørkenen blev krydset uden større tab, men briterne var opmærksomme på den osmanniske fremmarch og angrebet på Suez-kanalen kom ikke som nogen overraskelse for forsvarerne. De osmanniske styrker blev let slået tilbage, og efter to dages kampe trak de sig tilbage. Kress von Kressensteins særlige pontoner blev aldrig anvendt.
Mere end et år gik indtil osmannerne forsøgte et nyt angreb på Suez-kanalen. Med Djemal Pasha som overordnet leder fra sin base i Damaskus, anførte Kress von Kressenstein igen en større osmannisk armé gennem Sinaiørkenen. Dette angreb stødte mod stærke britiske befæstninger ved Romani, 40 km øst for kanalen. Den osmanniske armé forberedte et større angreb på Romani, som løb af stablen den 3. august 1916 (se slaget ved Romani for en detaljeret beskrivelse). Angrebet blev slået tilbage og igen trak osmannerne sig tilbage til deres baser i Palæstina.
Briterne reagerede med egne angreb. De erobrede nogle små osmanniske forter i Sinai, byggede en jernbane og lagde vandrør gennem ørkenen og angreb derpå det osmanniske fort i Gaza. Kress von Kressenstein havde kommandoen over det osmanniske forsvar sammen med den osmanniske general Tala Bey. I det første slag om Gaza (marts 1917), blev briterne besejret, hvilket mest skyldtes de fejl de begik. I det Andet slag om Gaza i april 1917 blev briterne igen besejret, denne gang skyldtes det i første række Kress von Kressenstein.
Briterne udskiftede deres generaler med general Edmund Allenby. Osmannerne udskiftede også deres øverste generaler og indsatte den tidligere chef for den tyske generalstab, general Erich von Falkenhayn. Kress von Kressenstein blev beholdt som chef for den 8. osmanniske armé, som forsvarede Gaza og han blev også tildelt Preussens højeste militære orden Pour le Mérite.
I november 1917 gennembrød briterne under general Allenby de osmanniske stilinger i slaget ved Beersheba og det tredje slag om Gaza. Det lykkedes Kress von Kressenstein at trække sine besejrede tropper tilbage i relativ god stand til nye stillinger længere mod nord.

### Kaukasus
I midten af 1918, mens den osmannisk-tysk alliance var ved at bryde sammen, blev Kress von Kressenstein sendt afsted med en lille tysk ekspeditionsstyrke til Georgien, som var under tysk beskyttelse efter dets uafhængighed. Han hjalp med at forhindre Den Røde Hærs invasion af den georgiske region Abkhasien.

## Senere liv
Efter 1. verdenskrig fortsatte Kress von Kressenstein sin karriere i Reichswehr indtil han tog sin afsked i 1929. Han døde i München i 1948.
Han skrev sine erindringer om sin tid i Mellemøsten:
- Mit den Türken zum Suezkanal. Vorhut-Verlag Otto Schlegel. Berlin 1938. Skabelon:DNB. (tysk)
- Meine Mission im Kaukasus. Manuskript (PDF-fil; 172 KB) Arkiveret 3. marts 2016 hos  Wayback Machine (tysk)

## Dekorationer
- Pour le Mérite (Preussen)
- Ridder af Max Joseph militærordenen (Bayern)
- Officer i den militære fortjenstorden (Bayern)
- Redder af den Hohenzollernske husorden
- Jernkorset af 1914, 1. klasse (Preussen)
- Medjidieordenen, 4. klasse (Osmanniske rige)

## Eksterne kilder
- http://davidpaitschadse.blogspot.com/2010/08/meine-mission-im-kaukasus-general-der.html Arkiveret 9. oktober 2015 hos  Wayback Machine